# Iosif Rotariu
Iosif Rotariu est un footballeur roumain né le 27 septembre 1962 à Prigor. Il évolue au poste de milieu de terrain du début des années 1980 au début des années 2000.
Formé au Politehnica Timisoara, il évolue ensuite notamment au Steaua Bucarest avec qui il est finaliste de la Coupe des clubs champions européens et remporte cinq championnat de Roumanie et trois Coupe de Roumanie.
Il compte 25 sélections pour un but inscrit avec la Roumanie, et participe avec cette équipe à la Coupe du monde 1990.

## Biographie

### En club
Iosif Rotariu joue dans différents clubs roumains et turcs. Il dispute un total de 423 matchs en championnat, inscrivant 90 buts. Il réalise sa meilleure performance en championnat lors de la saison 1988-1989, où il inscrit 19 buts avec le club du Steaua Bucarest.
Il dispute 31 matchs au sein des compétitions européennes, inscrivant deux buts. Il joue à cet effet 23 matchs en Ligue des champions, 4 en Coupe des coupes, et 4 en Coupe de l'UEFA. En Ligue des champions, il inscrit un but contre le club du CSKA Sofia en juillet 1997, puis un autre but contre le Paris Saint-Germain en août 1997.

### En équipe nationale
Il reçoit sa première sélection avec l'équipe de Roumanie le 1er juin 1988, en amical contre les Pays-Bas (défaite 2-0 à Amsterdam).
Il est retenu par le sélectionneur Emeric Jenei afin de participer à la Coupe du monde 1990 en Italie. Il joue quatre matchs lors du mondial : contre l'Union soviétique, le Cameroun, l'Argentine, et l'Irlande. La Roumanie atteint les huitièmes de finale de la compétition.
Il inscrit son seul but avec la Roumanie le 26 septembre 1990, en amical contre la Pologne (victoire 2-1 à Bucarest).

## Palmarès
- Finaliste de la Coupe des clubs champions européens en 1989 avec le Steaua Bucarest
- Champion de Roumanie en 1987, 1988, 1989, 1997 et 1998 avec le Steaua Bucarest
- Vainqueur de la Coupe de Roumanie en 1987, 1989 et 1997 avec le Steaua Bucarest
- Vainqueur de la Supercoupe de Roumanie en 1997 avec le Steaua Bucarest
- Finaliste de la Coupe de Roumanie en 1981 et 1983 avec le Politehnica Timisoara
- Vainqueur de la Coupe de Turquie en 1991 avec Galatasaray
- Vainqueur de la Supercoupe de Turquie en 1991 avec Galatasaray
- Vice-champion de Turquie en 1991 avec Galatasaray